# Manhoué
Manhoué là một xã trong vùng hành chính Lothringen, thuộc tỉnh Moselle, quận Château-Salins, tổng Château-Salins. Tọa độ địa lý của xã là 48° 49' vĩ độ bắc, 06° 20' kinh độ đông. Manhoué nằm trên độ cao trung bình là 250 mét trên mực nước biển, có điểm thấp nhất là 190 mét và điểm cao nhất là 271 mét. Xã có diện tích 4,1 km², dân số vào thời điểm 1999 là 146 người; mật độ dân số là 35 người/km². Manhoué nằm 12 km về phía tây của Château-Salins.

## Thông tin nhân khẩu
| 1962 | 1968 | 1975 | 1982 | 1990 | 1999 |
| ---- | ---- | ---- | ---- | ---- | ---- |
| 117  | 117  | 130  | 122  | 134  | 146  |